# الانتخابات البرلمانية الصربية 2003
الانتخابات البرلمانية الصربية 2003 هي انتخابات عامة جرت في 28 ديسمبر 2003، في صربيا، لانتخاب عضو الجمعية الوطنية ورئيس الوزراء، فاز بالانتخابات فويسلاف كوستونيتشا.